# Bahnstrecke Grafenwöhr–Grafenwöhr Lager
| Militärzug im Bahnhof Grafenwöhr Lager, 2014 |                      |                                |                                |
| Strecke aus der Vogelperspektive, 1910/1911 |                      |                                |                                |
| Streckennummer (DB): | 5053                 |                                |                                |
| Streckenlänge: | 2,1 km               |                                |                                |
| Spurweite: | 1435 mm (Normalspur) |                                |                                |
| Streckenklasse: | C4                   |                                |                                |
| Streckengeschwindigkeit: | 50 km/h              |                                |                                |
| Zugbeeinflussung: | PZB                  |                                |                                |
| |                      |                                |                                |
| \| \| \| von Pressath \| \| \| \| −0,033 \| Grafenwöhr (ehem. Keilbahnhof) \| Grafenwöhr (ehem. Keilbahnhof) \| \| \| \| nach Kirchenthumbach \| \| \| \| \| Bundesstraße 299 \| \| \| \| \| Thumbach \| \| \| \| \| Bundesstraße 299 \| \| \| \| 2,163 \| Grafenwöhr Lager \| Grafenwöhr Lager \| \| \| 3,770 \| Streckenende \| Streckenende \| \| \| \| \| \| \| Quellen: [1][2][3] \| \| \| \| |                      |                                |                                |
| Strecke |                      | von Pressath                   | von Pressath                   |
| Blockstelle | −0,033               | Grafenwöhr (ehem. Keilbahnhof) | Grafenwöhr (ehem. Keilbahnhof) |
| Abzweig geradeaus und ehemals nach rechts |                      | nach Kirchenthumbach           | nach Kirchenthumbach           |
| Bahnübergang |                      | Bundesstraße 299               | Bundesstraße 299               |
| Brücke über Wasserlauf |                      | Thumbach                       | Thumbach                       |
| Bahnübergang |                      | Bundesstraße 299               | Bundesstraße 299               |
| Dienststation / Betriebs- oder Güterbahnhof | 2,163                | Grafenwöhr Lager               | Grafenwöhr Lager               |
| | 3,770                | Streckenende                   | Streckenende                   |
| |                      |                                |                                |
| Quellen: |                      |                                |                                |

Die Bahnstrecke Grafenwöhr–Grafenwöhr Lager ist eine Nebenbahn in Bayern. Sie führt von Grafenwöhr an der Bahnstrecke Pressath–Kirchenthumbach als Zweigbahn bis Grafenwöhr Lager. Sie dient ausschließlich dem militärischen Transportbedarf des Truppenübungsplatzes Grafenwöhr.

## Geschichte
Aus rein militärischen Gründen eröffnete die bayerische Armee am 1. Oktober 1910 die 2,5 Kilometer lange Zweigbahn vom Bahnhof Grafenwöhr an der Bahnstrecke Pressath–Kirchenthumbach zum Bahnhof Grafenwöhr Lager im Truppenübungsplatz Grafenwöhr.

## Verkehr
Als während des Ersten Weltkrieges im Truppenübungsplatz das Kriegsgefangenenlager Grafenwöhr mit bis zu 23.000 Kriegsgefangenen und 10.000 deutschen Soldaten eingerichtet war, war das Verkehrsaufkommen unter anderem mit Lebensmitteln und Gefangenenpost hoch. So kamen täglich bis zu drei Postwagen an.
Im Winterfahrplan 1949/50 gab es erstmals zivilen Verkehr auf der Strecke. Dies war ein Schnellzug für die US-Armee (DUS) mit dem Zusatz: „Nur für Zeitkarteninhaber“. Es handelte sich damit um einen Schnellzug für die US-Armee, der zusätzliche Wagen für deutsche Reisende mitführte. Im folgenden Sommerfahrplan 1950 verkehrten zwei Eilzugpaare von Nürnberg über Neukirchen und Weiden nach Grafenwöhr Lager. Von dort gab es Personenzüge nach Kirchenlaibach.
Am 23. Mai 1966 wurde der Personenverkehr und am 30. Mai 1976 der reguläre zivile Güterverkehr eingestellt. Seitdem ist die Strecke allein dem zeitweilig starken Militärverkehr vorbehalten.